# Rudolf von Horn (General, 1866)
Viktor Sigismund Rudolf von Horn (* 9. Juli 1866 in Nieder Giersdorf, Landkreis Schweidnitz, Provinz Schlesien; † 4. Februar 1934 in Berlin-Friedenau) aus dem Briefadelsgeschlecht Horn war ein deutscher General der Artillerie und Präsident des Kyffhäuserbundes.

## Leben

### Herkunft
Er war der Sohn des gleichnamigen preußischen Generalmajors Rudolf von Horn (1833–1905) und dessen Ehefrau Ida, geborene Großer (* 1840). Sein Großvater war der preußische Generalleutnant Rudolf von Horn (1798–1863).

### Militärkarriere
Horn besuchte das Kadettenkorps und wurde am 14. April 1885 als Sekondeleutnant dem Feldartillerie-Regiment „General-Feldzeugmeister“ (1. Brandenburgisches) Nr. 3 der Preußischen Armee in Brandenburg an der Havel überwiesen. Vom 1. Oktober 1887 bis 30. September 1889 kommandierte man ihn an die Vereinigte Artillerie- und Ingenieurschule nach Berlin. Es folgte vom 1. Oktober 1892 bis 21. Juli 1895 seine Kommandierung zur Kriegsakademie und am 1. April 1896 zum Großen Generalstab sowie seine zwischenzeitliche Beförderung am 14. September 1893 zum Premierleutnant. Unter gleichzeitiger Beförderung zum Hauptmann versetzte man Horn am 1. April 1896 zum Großen Generalstab. Am 27. Januar 1902 kam er dann als Batteriechef in das Feldartillerie-Regiment „von Peucker“ (1. Schlesisches) Nr. 6 nach Breslau. Anschließend war Horn vom 24. April bis 9. April 1906 Erster Generalstabsoffizier im Generalstab der 37. Division. Als Major (seit 16. März 1905) fungierte er dann als Kommandeur der I. Abteilung des Kurmärkischen Feldartillerie-Regiments Nr. 39 in Perleberg und wurde am 22. März 1912 Oberstleutnant. Es folgte am 1. Oktober 1912 die Versetzung zum Stab seines Stammregiments und am 18. Oktober 1912 die Ernennung zum Regimentskommandeur. Am 22. April wurde Horn dann zum Oberst befördert.
Mit Ausbruch des Ersten Weltkriegs nahm Horn mit seinem Regiment zunächst am Einmarsch in das neutrale Belgien teil und kam bei Tirlemont, Mons, Le Cateau und an der Somme zum Einsatz. Mit Auszeichnung kämpfte er in der Schlacht an der Marne und trat anschließend den angeordneten Rückzug an die Aisne an. Dort lag er die folgenden Monate im Stellungskrieg und wurde am 5. März 1915 zum Kommandeur der 56. Feldartillerie-Brigade der neuaufgestellten 56. Infanterie-Division ernannt. Zunächst in der Champagne eingesetzt, verlegte der Großverband im Mai 1915 an die Ostfront. In Galizien führte Horn seine Brigade über den San, kämpfte am Brückenkopf von Jaroslau, der Durchbruchschlacht von Lubaczów sowie der Schlacht bei Lemberg und stieß bis zum Bug vor. Die Verbündeten Österreicher würdigten ihn durch die Verleihung des Militärverdienstkreuzes II. Klasse mit Kriegsdekoration und Wilhelm II. zeichnete Horn mit dem Kronenorden II. Klasse mit Schwertern aus. Ende Juni 1915 verlegte Horn an die Westfront und beteiligte sich an der Herbstschlacht in der Champagne. Im Mai 1916 kam die Brigade vor Verdun bei den Kämpfen um den „Toten Mann“ zum Einsatz. Mitte Juli bezog sie neue Stellungen im Artois und kämpfte ab Ende August in der Schlacht an der Somme. Nach schweren Verlusten musste die Brigade Anfang September aus der Front gezogen werden. Nach einer Ruhe- und Auffrischungsphase lag der Großverband ab Mitte November 1916 wieder an der Somme. Im Zuge der Umformierung wurde aus dem Brigadestab zum 18. Februar 1917 der Artillerie-Kommandeur 56 gebildet, dem Horn weiterhin vorstand. In dieser Funktion sollte er am 18. August 1917 Generalmajor und am 3. Februar 1918 Kommandeur der 185. Infanterie-Division werden. Während der Abwehrschlacht zwischen Cambrai und Saint-Quentin vom 5. September bis 8. Oktober 1918 konnte sich Horn besonders auszeichnen: Es gelang ihm, trotz Verwundung, den feindlichen Angriff zum Stehen zu bringen. Dafür wurde ihm am 21. September 1918 der Orden Pour le Mérite verliehen. 
Nach Kriegsende war Horn zunächst Kommandeur der 5. Feldartillerie-Brigade und wurde dann in die Reichswehr übernommen. Er fungierte ab 20. Juli 1919 als Artillerieführer 27 sowie ab 1. Oktober 1919 als Artillerieführer V. Am 16. Januar 1920 ernannte man Horn zum Kommandeur der 1. Kavalleriedivision und am 1. April 1920 beauftragte man ihn zeitgleich mit der Wahrnehmung der Geschäfte des Befehlshabers im Wehrkreis VI. Nachdem Horn am 18. Dezember 1920 Generalleutnant geworden war, ernannte man ihn am 4. August 1921 zum Kommandeur der 3. Division und Befehlshaber im Wehrkreis III in Berlin. Horn wurde am 31. Januar 1926 unter Verleihung des Charakters als General der Artillerie verabschiedet und in den Ruhestand versetzt.
Nach seinem Ausscheiden aus dem aktiven Dienst bis kurz vor seinem Tode war Horn Präsident des Reichskriegerbundes Kyffhäuser. Er verstarb an den Folgen einer Gallenblasenoperation.

### Familie
Horn hatte sich am 16. Dezember 1905 in Allenstein mit Dorothea Gräfin von der Groeben (* 1884) verheiratet.